# Grosso aquilino
Il grosso aquilino (in tedesco Adlergroschen) è una moneta in argento, del valore di 18 piccoli bernesi (= veronesi), coniata a Merano tra il 1258 e il 1271 da Mainardo II di Tirolo-Gorizia, conte del Tirolo. 
La moneta si diffuse ampiamente nell'Italia settentrionale e fu imitata da molti stati.
Il nome derivava dall'aquila degli Hohenstaufen raffigurata sul verso. 
Dal 1274 fu sostituito dal Grosso tirolino, di eguale valore.

## Curiosità
Aquilino o aquilotto era anche il soprannome della moneta da 5 lire emessa in Italia tra il 1926 ed il 1935.